# Harold Gatty
Harold Gatty (* 5. Januar 1903 in Campbell Town, Tasmanien; † 30. August 1957 in Fidschi) war ein australischer Navigator, Erfinder und Luftfahrt-Pionier. Charles Lindbergh bezeichnete ihn als „Prinz der Navigatoren“.
1917 begann er seine Karriere beim Royal Australian Naval College. Nach dem Ersten Weltkrieg diente er auf mehreren Schiffen und betrieb ein Geschäft in Sydney Harbour, bis er 1927 in die USA emigrierte.
In Kalifornien gründete er eine Navigationsschule für Segler. 1928 erweiterte er diese auf Flugnavigation.
1931 diente er Wiley Post als Navigator bei seinem Rekordflug um die Erde.
1934 gründete er mit Donald Wills Douglas die South Seas Commercial Company, um für die Inseln im Südpazifik Flugdienste anzubieten. Die Firma wurde bald an die Pan American World Airways verkauft, für die er anschließend als Direktor tätig war.
Nach dem Zweiten Weltkrieg ging er mit seiner zweiten, in den Niederlanden geborenen Frau nach Fidschi und gründete 1947 Fiji Airways, zunächst unter dem Namen Katafanga Estates Limited.

## Werke
- The Raft Book
- Nature Is Your Guide
- Finding Your Way Without Map Or Compass (Online)